# Szálem
Szálem (tamil: சேலம், angolul: Salem, illetve Selam) város Délkelet-Indiában, Tamilnádu államban. Chennai (Madras), Coimbatore, Madurai és Tiruchirappalli után az állam 5. legnagyobb városa. Lakossága 829 ezer fő volt 2011-ben.
Gazdaságában jelentősebb a textil- és az acélipar.

## Népessége
| 2001 | 693 236 |

## Fordítás
- Ez a szócikk részben vagy egészben  a   Salem című angol Wikipédia-szócikk fordításán alapul.  Az eredeti cikk szerkesztőit annak laptörténete sorolja fel. Ez a jelzés csupán a megfogalmazás eredetét és a szerzői jogokat jelzi, nem szolgál a cikkben szereplő információk forrásmegjelöléseként.
- Ez a szócikk részben vagy egészben  a   Salem (India) című német Wikipédia-szócikk fordításán alapul.  Az eredeti cikk szerkesztőit annak laptörténete sorolja fel. Ez a jelzés csupán a megfogalmazás eredetét és a szerzői jogokat jelzi, nem szolgál a cikkben szereplő információk forrásmegjelöléseként.